# Campionati del mondo di ciclismo su strada 2018 - Cronometro a squadre maschile
La cronometro a squadre maschile dei Campionati del mondo di ciclismo su strada 2018 si disputò il 23 settembre in Austria, con partenza da Ötztal e arrivo a Innsbruck, su un percorso di 62,8 km. La vittoria fu appannaggio della squadra belga Quick-Step Floors, che terminò la gara in 1h07'26", alla media di 55,522 km/h, precedendo i tedeschi del Team Sunweb e gli statunitensi della BMC Racing Team.
Fu la settima ed ultima edizione di una gara dei campionati del mondo di ciclismo su strada riservata alle squadre di club anziché alle nazionali.

## Squadre e corridori partecipanti
| N.      | Cod. | Squadra             |
| ------- | ---- | ------------------- |
| 1-6     | SUN  | Team Sunweb         |
| 11-16   | BMC  | BMC Racing Team     |
| 21-26   | SKY  | Team Sky            |
| 31-36   | QST  | Quick-Step Floors   |
| 41-46   | BOH  | Bora-Hansgrohe      |
| 51-56   | MTS  | Mitchelton-Scott    |
| 61-66   | MOV  | Movistar Team       |
| 71-76   | AST  | Astana Pro Team     |
| 81-86   | TLJ  | Team Lotto NL-Jumbo |
| 91-96   | ALM  | AG2R La Mondiale    |
| 101-106 | TFS  | Trek-Segafredo      |

| N.      | Cod. | Squadra                      |
| ------- | ---- | ---------------------------- |
| 111-116 | TKA  | Team Katusha Alpecin         |
| 121-126 | CCC  | CCC Sprandi Polkowice        |
| 131-136 | ELA  | Elkov-Author                 |
| 141-146 | RSW  | Team Felbermayr Simplon Wels |
| 151-156 | VOL  | Team Vorarlberg Santic       |
| 161-166 | SMV  | Sangemini-Mg.K Vis-Vega      |
| 171-176 | LKH  | Team Lotto-Kern Haus         |
| 181-186 | DKB  | Dukla Banská Bystrica        |
| 191-196 | HAC  | Hrinkow Advarics Cycleang    |
| 201-206 | WSA  | WSA Pushbikers               |
| 211-216 | TIR  | Tirol Cycling Team           |

## Ordine d'arrivo
| Pos. | Squadra                      | Tempo    |
| ---- | ---------------------------- | -------- |
| 1    | Quick-Step Floors            | 1h07'26" |
| 2    | Team Sunweb                  | a 18"    |
| 3    | BMC Racing Team              | a 20"    |
| 4    | Team Sky                     | a 45"    |
| 5    | Mitchelton-Scott             | a 57"    |
| 6    | Movistar Team                | a 1'32"  |
| 7    | Trek-Segafredo               | a 2'04"  |
| 8    | Bora-Hansgrohe               | a 2'07"  |
| 9    | CCC Sprandi Polkowice        | a 2'37"  |
| 10   | Astana Pro Team              | a 2'54"  |
| 11   | Team Katusha Alpecin         | a 2'55"  |
| 12   | Elkov-Author                 | a 3'17"  |
| 13   | Team Lotto NL-Jumbo          | a 3'28"  |
| 14   | Team Vorarlberg Santic       | a 4'47"  |
| 15   | AG2R La Mondiale             | a 5'19"  |
| 16   | Team Felbermayr Simplon Wels | a 5'39"  |
| 17   | Tirol Cycling Team           | a 6'25"  |
| 18   | Hrinkow Advarics Cycleang    | a 7'03"  |
| 19   | Sangemini-Mg.K Vis-Vega      | a 7'05"  |
| 20   | Team Lotto-Kern Haus         | a 7'33"  |
| 21   | Dukla Banská Bystrica        | a 8'10"  |
| 22   | WSA Pushbikers               | a 8'39"  |